# Monedas del dólar hawaiano
Las Monedas del dólar hawaiano se emitió por primera vez en 1847, el Reino de Hawái, bajo el reinado del rey Kamehameha III que emitió su primera moneda oficial, un gran centavo de cobre de un centavo, para aliviar la escasez crónica de monedas de pequeña denominación que circulan en las islas de Hawái. La siguiente y última acuñación oficial de las islas hawaianas fue hecha en 1883 por el rey Kalakaua; sin embargo, durante el período intermedio, las necesidades cambiantes de las islas hawaianas se cubrieron mediante la emisión de tokens de emisión privada y las monedas de los Estados Unidos de América.
La siguiente es una lista de monedas y fichas, conocidas, emitidas por el Reino de Hawái y varias inquietudes comerciales durante el período de 1847 a 1891. Los números de catálogo a los que se hace referencia en este artículo son del libro Hawaiian Money: Standard Catalog: Second Edition, 1991 por Donald Medcalf y Ronald Russell.

## Reino de las islas hawaianas

### 1847 problema de Kamehameha III

#### Antecedentes
Keneta
La desafortunada Keneta fue encargada por el rey Kamehameha III. El dinero acuñado era muy solicitado en las islas hawaianas y sufría una escasez constante a principios del siglo XIX. En respuesta, el rey Kamehameha III dedicó el Capítulo 4, Sección 1 del código legal de 1846 al sistema monetario del reino, vinculándolo directamente al de los Estados Unidos, normalizando así la tasa de transacción de pequeños cambios en las islas y sus Valores correspondientes al dinero de los Estados Unidos. Anticipándose a las crecientes necesidades de dinero acuñado, el código legal también describe los futuros diseños de monedas hawaianas.
De las primeras monedas en las que se decidió actuar fue la Keneta, una moneda de cobre valorada en un centavo de dólar estadounidense. Como el Tesoro de Hawái tuvo escasez de fondos durante este período, el centavo de cobre se vio como un problema inicial «asequible» que otras denominaciones seguirían en una fecha posterior. James Jackson Jarves, en calidad de agente del Gobierno de Hawái, realizó un pedido de 100.000 de estas monedas en 1846. Contrató a Edward Hulseman, conocido por su ficha de 1837 Half Cent, para diseñar y grabar la moneda. No se sabe con precisión dónde se acuñaron las piezas, aunque Walter Breen en la Complete Encyclopedia of U.S. and Colonial Coins afirma que fueron producidos en la ceca privada de HM & EI Richards de Attleboro, Massachusetts; a pesar de ello, el ministro de Finanzas entregó a Jarves una nota fechada el 14 de enero de 1847 por el monto de $ 869.56 como pago de la orden.
El 3 de mayo de 1847, el barco mercante Montreal llegó a Honolulu después de navegar desde Boston a través de Río de Janeiro, el Cabo de Hornos y Tahití. Las Keneta formaban parte de la carga entregada al Ministro de Finanzas. Cuando las monedas llegaron al público, resultaron ser una gran decepción. Ha habido alguna afirmación de que la denominación estaba mal escrita "Hapa Haneri" en lugar de la correcta "Hapa Hanele" (que se traduce como «parte de cien» o, de manera general, «un centavo»). Sin embargo, "Hapa Hanele" es una ortografía del siglo XX. La ortografía "Haneri" se usó a lo largo del siglo XIX, y también aparece en los billetes de $ 100 y $ 500 emitidos durante el reinado del rey Kalakaua. Los informes de la época indican que el retrato del rey era irreconocible. Adicionalmente, del Montreal, en cuya bodega habían pasado muchos meses. Los comerciantes locales, que estaban «en contra de transacciones muy pequeñas», expresaron inmediatamente sus objeciones a las monedas; y el único uso general presenciado fue por los gobernadores de las islas externas, quienes las utilizaron como cambio al cobrar los impuestos y aranceles. La última emisión conocida de la Keneta fue en 1862, cuando todavía se mantenían 11.595 en la bóveda del Tesoro. Su estado de curso legal se eliminó en 1884 y, al año siguiente, se vendieron 88,305 como chatarra y se enviaron fuera del país.
La Keneta es aproximadamente del mismo tamaño que el centavo grande de Estados Unidos. La moneda tiene un busto del rey en el anverso rodeado por la leyenda "KAMEHAMEHA III. KA MOI". y la fecha de 1847 a continuación. El reverso tiene "HAPA HANERI" dentro de una corona de hojas, atada con un lazo en la parte inferior, rodeada por "AUPUNI HAWAI". Hay dos variedades anversas diferentes: una muestra un Plain 4 en la fecha, mientras que la otra tiene un "Crosslet" 4 (con una barra vertical en el extremo derecho de la línea horizontal). El Plain 4 se conoce comúnmente como el tipo «Busto pequeño», mientras que el Crosslet 4 se llama «Busto grande». También hay seis variedades distintas de troqueles inversos con la corona que muestra 13, 15, 17 o 18 bayas, siendo 2CC-6 la más rara seguida de 2CC-1. Se han realizado renovaciones modernas de recuerdos, que no tienen ningún valor.

#### Detalles técnicos
Keneta
- Moneda: acuñación de circulación: 100.000. Pruebas: No
- Diseñador: Edward Hulseman
- Diámetro: ±27 milímetros
- Contenido metálico: Cobre: 100%.
- Borde: Liso
- Marca de la Casa de Moneda de los Estados Unidos: Ninguna (H. M. & E. I. Richards de Attleboro, Massachusetts?)
- Variedades: Plain y Crosslet 4

#### Números de Medcalf y Russell
- 2CC-1 HAPA HANELI (parte de cien, un centavo) 1847, Crosslet 4 (túnica sobre 4) - "Busto Grande" rev. 18 bayas (9x9)
- 2CC-2 HAPA HANELI (parte de cien, un centavo) 1847, Crosslet 4 (túnica sobre 4) - "Busto Grande" rev. 15 bayas (7x8)
- 2CC-3 HAPA HANELI (parte de cien, un centavo) 1847, simple 4 (túnica sobre 7) - "Busto pequeño" rev. 17 bayas (8x9)
- 2CC-4 HAPA HANELI (parte de cien, un centavo) 1847, liso 4 (túnica sobre 7) - "Busto pequeño" rev. 15 bayas (8x7)
- 2CC-5 HAPA HANELI (parte de cien, un centavo) 1847, simple 4 (túnica sobre 7) - "Busto pequeño" rev. 13 bayas (6x7)
- 2CC-6 HAPA HANELI (parte de cien, un centavo) 1847, simple 4 (túnica sobre 7) - "Busto pequeño" rev. 15 bayas (7x8)

### 1881 Edición del modelo de cinco centavos

#### Antecedentes
5 keneta
En 1881, en un viaje alrededor del mundo, el rey Kalakaua fuie abordado en Viena, Austria, por funcionarios que representaban a las cecas francesas y belgas. Estos funcionarios sugirieron que se emitiera una moneda nacional para su reino insular. El rey Kalakaua se complació con la idea de la acuñación independiente para su Reino y ordenó los patrones para que se acuñara la nueva moneda. Un error ortográfico del grabador sustituyó la palabra "Au" por "Ua" en el lema del Reino de Hawái Ua Mau ke Ea o ka ʻĀina i ka Pono. 200 patrones con el rey Kalakaua de perfil fueron acuñados en París y enviados al rey al regresar a su reino de la isla. Los súbditos del Reino de Hawái no aprobaron la nueva moneda debido a la falta de ortografía del lema del Reino. Muchas de estas monedas fueron posteriormente destruidas o distribuidas entre los amigos del rey.

#### Números de Medcalf y Russell
- CN-1 KENETA (cinco céntimos) 1881 - níquel

### 1883 Kalakaua emisiones

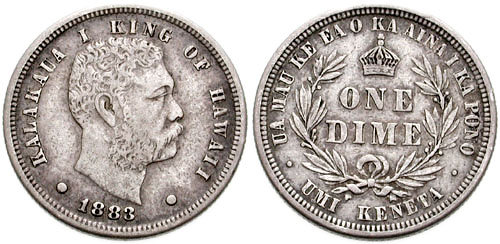
10 keneta (una moneda de 10 centavos) moneda de 1883.

Estas monedas se acuñaron en 1883-1884 -todas con la fecha anterior- en la Casa de Moneda de San Francisco, a los estándares de acuñación de los Estados Unidos y vieron una amplia circulación en las islas. Fueron diseñadas por el grabador jefe Charles E. Barber. Después de la anexión americana en 1898, grandes números fueron retirados de la circulación y fundidos.
pruebas
- CPC-1 HAPAWALU (octavo dólar) 1883 - ensayo de cobre
- CPC-2 HAPAHA (cuarto de dólar) 1883 - ensayo de cobre
- CPC-3 HAPALUA (medio dólar) 1883 - ensayo de cobre
- CPC-4 AKAHI DALA (un dólar) 1883 - ensayo de cobre

versión oficial
- CS-1 UMI KENETA (diez centavos) 1883 - plata
- CS-2 HAPAWALU (octavo de dólar) 1883 - plata
- CS-3 HAPAHA (cuarto de dólar) 1883 - plata
- CS-3a HAPAHA (cuarto de dólar) 1883, 8/3 dentro de 1883 - plata
- CS-4 HAPALUA (medio dólar) 1883 - plata
- CS-5 AKAHI DALA (un dólar) 1883 - plata

Las siguientes son las monedas de Hawái y los números fundidos por el gobierno de los Estados Unidos luego de su desmonetización en 1903:
- Umi Keneta: 250,000; Fundidas: 79.
- Hapaha: 500,000; Fundidas: 257,400.
- Hapalua: 700.000; Fundidas: 612,245.
- Akahi Dala: 500,000; Fundidas: 453.652.

Además, se realizaron 26 juegos de pruebas para presentar a dignatarios.

## Token

### Antecedentes
El token de Waterhouse está grabado en metal blanco, una sustancia similar a la masilla de peltre o plomería. Es reconocido como el token hawaiano más antiguo conocido; aunque el uso del token y la fecha de emisión no está claro. La firma de JT Waterhouse, establecida en 1851, era importadora de productos secos en el siglo XIX; la compañía todavía está activa en varias empresas comerciales en la actualidad.
El anverso presenta un busto de Kamehameha III, aunque la leyenda que lo rodea dice "SU MAJESTAD KAMEHAMEHA IV". El reverso muestra una colmena en el centro con el nombre del emisor en la parte superior y "HALE MAIKAI" -que significa casa excelente, o un buen lugar para hacer negocios-. El token era conocido como hale meli en Hawái, recordando la colmena en el reverso.

#### Números de Medcalf y Russell
- 2TE-1 1855–1860 token - peltre

### Plantación Wailuku
- 2TE-2 obv. WP 12½ 1871
- 2TE-3 obv. WP 12½ 1871, estrella de mar puntiaguda *más ancha
- 2TE-4 obv. WP VI (6½)
- 2TE-5 obv. WP VI, estrella de mar puntiaguda más ancha
- 2TE-6 obv. WP 1880, rev. 1RL
- 2TE-7 obv. WP 1880, rev. La mitad real

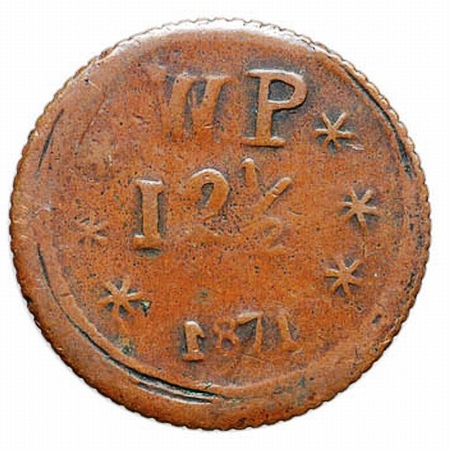
W.P. 12½ 1871 obverse (2TE-2)
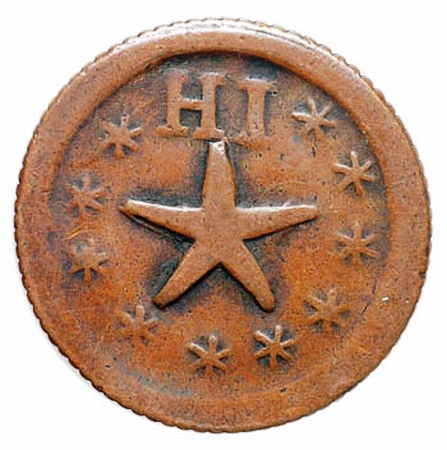
W.P. 12½ 1871 reverse (2TE-2)
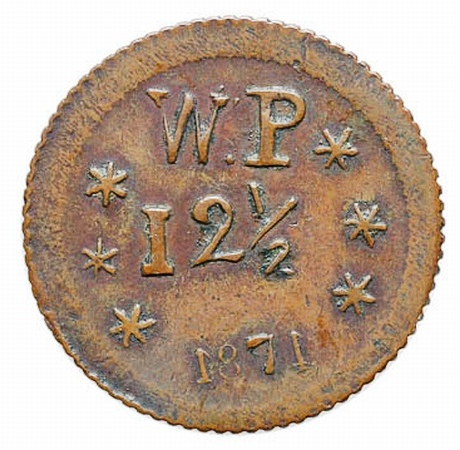
W.P. 12½ 1871 obverse (2TE-3)
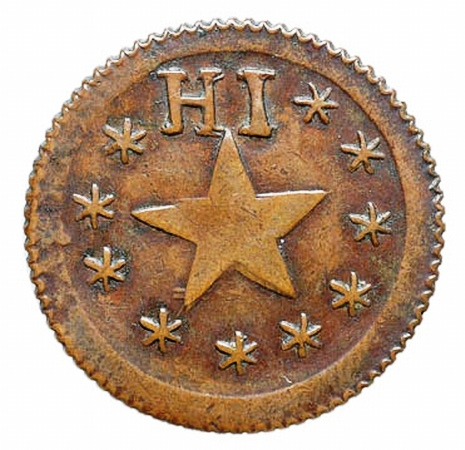
W.P. 12½ 1871 reverse (2TE-3)
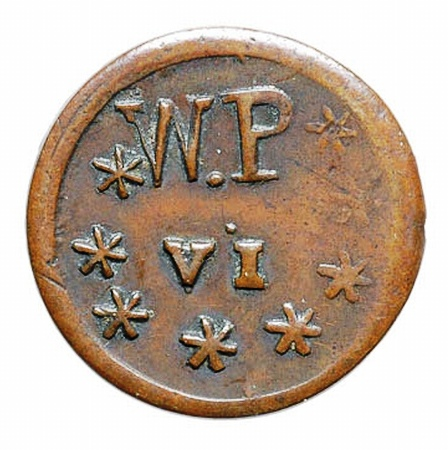
W.P. VI (6¼) verso (2TE-5)
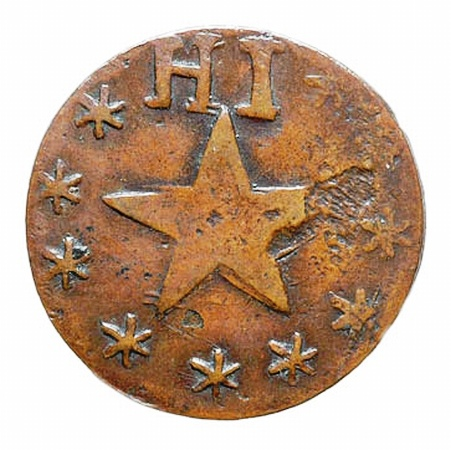
W.P. VI (6¼) reverso (2TE-5)
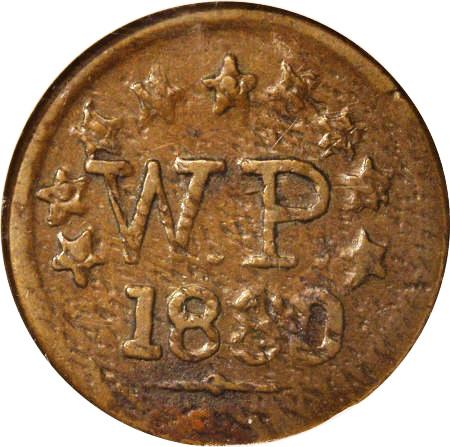
W.P. 1 Real 1880 verso (2TE-6)
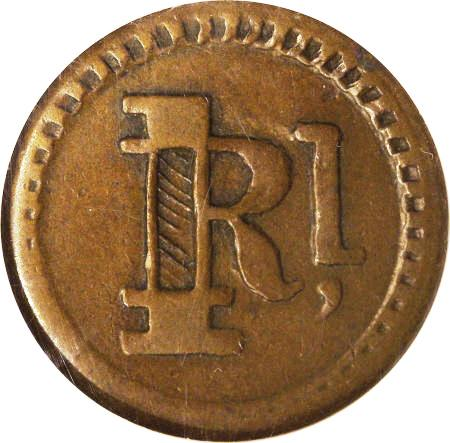
W.P. 1 Real 1880 revervo (2TE-6)

### Kahului y Wailuku Railroad
- 2TE-8 obv. .THH 12½, rev. RR 1879
- 2TE-8a obv. .THH 12½, rev. RR 1879, planchet más grueso de 2 mm.
- 2TE-9 obv. THH 12½ sin punto delante de "T", rev. dos estrellas
- 2TE-10 obv. THH 25, rev. RR 1879

### Kahului Railroad
- TE-9	10 Cents, 1891
- TE-10	15 Cents, 1891
- TE-11	20 Cents, 1891
- TE-12	25 Cents, 1891
- TE-13	35 Cents, 1891
- TE-14	75 Cents, 1891

### Haiku Plantation
- TE-15 obv. HAIKU 1882, rev. ONE RIAL, borde rallado
- TE-15a igual, excepto por el borde liso

### Grove Ranch Plantation
- TE-16 obv. G.R.P. 1886, rev. 12½
- TE-17 obv. G.R.P. 1887, rev. 12½